# بيت مداعس (الحيمة الداخلية)

تعديل مصدري - تعديل

بيت مداعس هي إحدى قرى عزلة الجدعان بمديرية الحيمة الداخلية التابعة لمحافظة صنعاء، بلغ تعداد سكانها 240 نسمة حسب تعداد اليمن لعام 2004.